# جين ساتو (ممثل)
جين ساتو (باليابانية: 佐藤祐基) هو عارض وممثل ياباني، ولد في 22 فبراير 1984 في اليابان.

## وصلات خارجية
- جين ساتو على موقع قاعدة بيانات الفيلم (الإنجليزية)